# Kiesen
Kiesen (berndeutsch Chise [ˈχɪsə]) ist eine politische Gemeinde im Verwaltungskreis Bern-Mittelland des Kantons Bern in der Schweiz.

## Geographie
Kiesen liegt auf 547 m ü. M., 8 km nordnordwestlich der Stadt Thun (Luftlinie). Das Dorf erstreckt sich beidseits der Chise (Kiese) auf der Schwemmebene am östlichen Rand des breiten Aaretals.
Die Fläche des 4,69 km² grossen Gemeindegebiets umfasst einen Abschnitt der Aareniederung zwischen Bern und Thun. Die westliche und südwestliche Grenze verläuft entlang der Aare, die hier von einem Waldgürtel begleitet wird. Auf dem Gemeindeboden münden, nur rund 1 km voneinander entfernt, die Chise und die Rotache in die Aare. Von der Aare erstreckt sich der Gemeindebann ostwärts über die breite Ebene des Aaretals bis auf die angrenzenden Hügel. Auf dem Deiberg wird mit 593 m ü. M. die höchste Erhebung von Kiesen erreicht. Im äussersten Südosten reicht das Gebiet über den ausgedehnten Chisenwald (586 m ü. M.) bis an den Rand der Senke des Ägelmooses. Von der Gemeindefläche entfielen 1997 17 % auf Siedlungen, 28 % auf Wald und Gehölze, 52 % auf Landwirtschaft, und etwas weniger als 3 % waren unproduktives Land.
Zu Kiesen gehören die Siedlung Aarhus (540 m ü. M.) an der Aarebrücke sowie verschiedene Hofgruppen und Einzelhöfe. Nachbargemeinden von Kiesen sind Wichtrach, Oppligen, Heimberg, Uttigen und Jaberg.

## Geschichte

Luftbild aus 500 m von Walter Mittelholzer (1922)

Die erste urkundliche Erwähnung des Ortes erfolgte 1236 unter dem Namen Chisun. Später erschienen die Bezeichnungen Chison (1250), Kison (1253), Kyson (1305) und Kisen (1313). Der Ortsname geht ursprünglich auf einen Gewässernamen zurück. Chise hat die Bedeutung von die Kiesige, die Kiesführende.
Seit dem Mittelalter bildete Kiesen eine eigene Herrschaft, über die im 13. Jahrhundert das Kloster Interlaken, ab dem frühen 14. Jahrhundert verschiedene Berner Burgerfamilien Vogteirechte innehatten. Die Hohe Gerichtsbarkeit lag beim Landgericht Konolfingen. Nach dem Zusammenbruch des Ancien Régime (1798) gehörte Kiesen während der Helvetik zum Distrikt Steffisburg und ab 1803 zum Oberamt Konolfingen, das mit der neuen Kantonsverfassung von 1831 den Status eines Amtsbezirks erhielt.
Schon früh bildete Kiesen einen Verkehrsknotenpunkt am Kreuz der Strassen von Bern nach Thun und vom Emmental über die Aare ins Schwarzenburgerland. Nachdem die Aare im Gebiet von Kiesen 1826 korrigiert und begradigt worden war, wurde die alte Aarefähre 1839 durch eine Brücke ersetzt.

## Bevölkerung
Mit 1013 Einwohnern (Stand 31. Dezember 2023) gehört Kiesen zu den kleineren Gemeinden des Kantons Bern. Von den Bewohnern sind 95,4 % deutschsprachig, 1,2 % albanischsprachig, und 0,9 % sprechen Serbokroatisch (Stand 2000). Die Bevölkerungszahl von Kiesen belief sich 1850 auf 437 Einwohner, 1900 auf 433 Einwohner. Im Verlauf des 20. Jahrhunderts nahm die Bevölkerungszahl kontinuierlich zu. 1980 wurden 627 Einwohner gezählt.

## Politik
Gemeindepräsident ist seit 2018 Ernst Waber (SVP, Stand 2024).
Bei den Nationalratswahlen 2023 betrugen die Wähleranteile in Kiesen (in Klammern die Veränderung im Vergleich zu den Wahlen 2019 in Prozentpunkten): SVP 38,42 % (+5,86), Mitte 14,13 % (−2,53), glp 10,59 % (−0,34), EDU 9,36 % (+2,62), SP 9,26 % (+0,04), FDP 5,30 % (−1,72), Grüne 4,81 % (−3,85), EVP 4,69 % (+0,46), Weitere 3,45 % (−0,54).

### Wappen
Die Gemeinde Kiesen führt ein Wappen, das sie 1943 angenommen hat.
Wappenbeschreibung
«In Gold auf einem grünen Dreiberg ein schwarzes Zeichen (linksgewendete 5) zwischen zwei roten Flammen.»
Bedeutung
Das Wappen geht auf das Siegel eines Heinrich von Kiesen aus dem Jahre 1380 zurück. Eine Deutung sieht in dem schwarzen Zeichen einer linksgewendeten «5» die Darstellung eines sogenannten Kiesenhakens («Chisehagge»). In früheren Zeiten hatte jede Familie einen Kiesenhaken, um bei hochgehenden Wassern des Kiesenbachs, der Rotache oder Aare die sperrenden Hölzer zu entfernen.

## Wirtschaft
Kiesen war bis in die zweite Hälfte des 20. Jahrhunderts ein vorwiegend durch die Landwirtschaft geprägtes Dorf. Noch heute haben der Ackerbau, der Obstbau sowie die Milchwirtschaft und die Viehzucht einen wichtigen Stellenwert in der Erwerbsstruktur der Bevölkerung. Zahlreiche weitere Arbeitsplätze sind im lokalen Kleingewerbe und im Dienstleistungssektor vorhanden. In Kiesen gibt es heute ein Kieswerk, eine Spielwarenfabrik, eine Möbelfabrik sowie Betriebe des Baugewerbes, der Informatik, der Nahrungsmittelverarbeitung und des Weinhandels. In den letzten Jahrzehnten hat sich das Dorf zu einer Wohngemeinde entwickelt. Viele Erwerbstätige sind deshalb Wegpendler, die hauptsächlich in den grösseren Ortschaften des Aaretals, im Raum Thun und in der Agglomeration Bern arbeiten.

### Verkehr
Die Gemeinde ist verkehrstechnisch sehr gut erschlossen. Sie liegt an der Hauptstrasse 6 von Bern nach Thun. Der nächste Anschluss an die Autobahn A6 (Bern–Thun), welche 1971 eröffnet wurde und das Gemeindegebiet durchquert, befindet sich rund 2 km vom Ortskern entfernt. Die Bahnstrecke Bern–Thun wurde am 1. Juli 1859 mit einem Bahnhof in Kiesen in Betrieb genommen. Am 23. September 1941 ereignete sich ein schwerer Eisenbahnunfall.

## Sehenswürdigkeiten
Auf der Anhöhe östlich des Dorfes steht das so genannte Schloss Kiesen, ein Landsitz, der 1669 an der Stelle einer mittelalterlichen Burg errichtet wurde. Das Gebäude wurde 1794 umgestaltet und ausgebaut. 1815 wurde unter Rudolf Emanuel Effinger auf dem Schlossgut die genossenschaftliche Dorfkäserei eröffnet, in der sich seit 1974 das Nationale Milchwirtschaftliche Museum befindet. Kiesen besitzt keine eigene Kirche, es gehört zur Pfarrei Wichtrach.

## Persönlichkeiten
- Ruggero Dollfus (1876–1948), Schweizer Politiker und Oberstdivisionär.